# میلاد زهره‌وند
میلاد زهره‌وند (۱۳۸۱ – ۲ آذر ۱۴۰۲) شهروند ایرانی ساکن ملایر بود که در جریان خیزش ۱۴۰۱ ایران در ملایر بازداشت و در ۲ آذر ۱۴۰۲، اعدام شد. او کارگر آسفالت‌کاری بود و در زمانی که در بازداشت به سر می‌برد، فرزندش به دنیا آمد. بنا به گفته رسانه‌های وابسته به حکومت، او به اتهام قتل یکی از اعضای سپاه پاسداران به نام «علی نظری»، در اعتراضات چهلم مهسا امینی، به اعدام محکوم شد. میلاد زهره‌وند در تاریخ ۲ آذر ۱۴۰۲، بدون اطلاع قبلی اعدام شد.

## دستگیری
در ۴ آبان ۱۴۰۱، همزمان با چهلم مهسا امینی، دانشجویان دانشگاه ملایر، بر پایه فراخوانی که از پیش اعلام شده بود، دست به اعتراض زدند. به گفته نزدیکانش میلاد زهره‌وند در میان معترضان نبوده است اما در آن روز به دلیل دیگری در محلی که یک عضو سپاه پاسداران به نام «علی نظری» در آن‌جا کشته شد، حضور داشته است. او به همراه چند نفر دیگر از اعضای فامیل خود در نزدیکی محوطه کلانتری ۱۲ ملایر بوده که درگیری با نیروهای امنیتی اتفاق افتاد. به گفته یکی از نزدیکان او «دست میلاد تیر خورد و به‌شدت زخمی شد. این عضو سپاه هم آنجا کشته شد.».
سپاه انصارالحسین استان همدان، علی نظری را عضو کادر اطلاعاتی-امنیتی سپاه پاسداران در ملایر معرفی کرده است. اما تا کنون هیچ تصویر و سندی از سوی نهادهای حکومتی منتشر نشده است که نحوه کشته شدن این عضو سپاه پاسداران انقلاب اسلامی را نشان دهد و تناقض‌هایی نیز دربارهٔ این پرونده وجود دارد.
میلاد زهره‌وند در تمام دوره بازداشت خود از حق دسترسی به وکیل و سایر حقوق ابتدایی یک متهم محروم بوده و در این مدت خانواده‌اش به شدت از سوی سازمان اطلاعات سپاه تحت فشار قرار داشتند تا دربارهٔ او اطلاع‌رسانی نکنند. همچنین در خصوص برگزاری دادگاه او اطلاعاتی در دسترس نیست اما رئیس دادگستری استان همدان از صدور حکم اعدام برای میلاد و ارسال حکم به دیوان عالی کشور خبر داده است. محمدرضا عدالتخواه، رئیس کل دادگستری همدان هم بدون نام بردن از او گفته است «پرونده متهم سال گذشته در کمتر از سه ماه بررسی و حکم قصاص او تأیید شد و پرونده برای بررسی در اختیار دیوان عالی قرار گرفت.» حکم اعدام او در آبان ۱۴۰۲ از سوی دیوان عالی جمهوری اسلامی تأیید شد.
حساب کاربری ۱۵۰۰ تصویر نیز اعلام کرده او در آبان ۱۴۰۱ «با سناریوی ساختگی قتل یک نیروی حکومتی» در ملایر بازداشت و به اعدام محکوم شد.

## اعدام
میلاد زهره‌وند در تاریخ دوم آذر ۱۴۰۲ بدون اطلاع قبلی و بدون انجام آخرین ملاقات با خانواده در زندان مرکزی همدان اعدام شد. وزارت خارجه آلمان و عفو بین‌الملل اجرای این حکم را محکوم کردند.